# Nova Aliança do Ivaí
Nova Aliança do Ivaí ist ein brasilianisches Munizip im Bundesstaat Paraná. Es hat 1323 Einwohner (2022), die sich Ivaienser nennen. Seine Fläche beträgt 131 km². Es liegt 404 Meter über dem Meeresspiegel.

## Etymologie
Der Ort hieß zunächst Guaritá wegen der Eisenholzbäume, die dort bis zur Besiedlung im Überfluss wuchsen. Seine Umbenennung liegt im Dunkeln.

## Geschichte
Die Siedlung entstand im Zuge der Erschließung von Nordparaná im Schlepptau von Paranavaí. Stärker verbunden war es jedoch mit Paraíso do Norte. Die ersten Bewohner kamen aus Minas Gerais, São Paulo und Santa Catarina. Sie rodeten die Wälder und bauten im Boom der 50er und 60er Jahre Kaffee an. Das Dorf wuchs und wurde 1960 zum Munizip erhoben. Aber schon von da an begann es zu schrumpfen, so dass eine der ersten Verordnungen des neuen Stadtrats den Bewohnern verbot, bei ihrem Wegzug das Bauholz ihrer Häuser mitzunehmen.
Es war ein ebener Ort mit Erdstraßen und sandigem Kirchhof. Zu seinen ersten Bewohnern in den sechziger Jahren gehörte der Apotheker Bráulio, eher eine Mischung aus Arzt und Medikamentenverordner, und seine Frau Ilma, die ewige Leiterin der Schule, sodann die erste Lehrerin aller Kinder von Nova Aliança do Ivaí Dona Iara mit ihrem Mann Vidal, weiter die Familie Tormena, und die Familie Pires, die eine unvergessliche Cachaça brannten.
Ein ehemaliger Ivaienser, der seine ersten zehn Lebensjahre von 1953 bis 1963 dort verbrachte, berichtet von seinem Vater. Er hieß Pedro und war Zimmermann. Er betrieb das einzige Kino, das die Stadt je hatte. Er war Stellvertreter im ersten Stadtrat, aber auch er zog 1963 mit seiner Familie weg, als seine Schreinerei abbrannte und seine Familie mit sechs Kindern wirtschaftlich ruiniert da standen. Er nahm mit, was er vom Inneren des Holzhauses abbauen konnte, musste aber den Rohbau, das Dach und die Außenwände belassen. Mit dem Holz von innen baute er das Haus im neuen Wohnort Paraiso do Norte.
Nova Aliança do Ivaí wurde 1960 als Munizip installiert.

## Geografie

### Fläche und Lage
Nova Aliança do Ivaí liegt auf dem Terceiro Planalto Paranaense (der Dritten oder Guarapuava-Hochebene von Paraná) auf 23° 10′ 37″ südlicher Breite und 52° 36′ 07″ westlicher Länge. Es hat eine Fläche von 131 km². Es liegt auf einer Höhe von 404 Metern.

### Vegetation
Das Biom von Nova Aliança do Ivaí ist Mata Atlântica.

### Klima
In Nova Aliança do Ivaí herrscht tropisches Klima. Die meiste Zeit im Jahr ist mit erheblichem Niederschlag zu rechnen. Selbst im trockensten Monat fällt eine Menge Regen. Die Klimaklassifikation nach Köppen und Geiger lautet Af. Es herrscht im Jahresdurchschnitt eine Temperatur von 23,0 °C. Innerhalb eines Jahres gibt es 1570 mm Niederschlag.

### Gewässer
Nova Aliança do Ivaí liegt im Einzugsgebiet des Ivaí. Der Ribeirão Paranavaí bildet die westliche Grenze des Munizips. Im Osten und Süden fließt der Rio Surucuá in Richtung Ivaí.

### Straßen
Nova Aliança do Ivaí ist über die PR-561 mit Paranavaí im Norden und Paraíso do Norte im Süden verbunden.

### Nachbarmunizipien
|         | Paranavaí                                   |          |
|         | Kompassrose, die auf Nachbargemeinden zeigt | Tamboara |
| Mirador | Paraíso do Norte                            |          |

## Stadtverwaltung
Bürgermeister: Ulisses de Souza, PSB (2021–2024)

## Demografie

### Bevölkerungsentwicklung
| Jahr | Einwohner | Stadt | Land |
| ---- | --------- | ----- | ---- |
| 1970 | 1.945     | 28 %  | 72 % |
| 1980 | 1.080     | 50 %  | 50 % |
| 1991 | 1.206     | 64 %  | 36 % |
| 2000 | 1.338     | 68 %  | 32 % |
| 2010 | 1.431     | 73 %  | 27 % |
| 2022 | 1.323     |       |      |

Quelle: IBGE (2011) und Volkszählung 2022

### Ethnische Zusammensetzung
| Gruppe *    | 1991    | 2000    | 2010    | wer sich als ...                                                                 |
| ----------- | ------- | ------- | ------- | -------------------------------------------------------------------------------- |
| Weiße       | 51,8 %  | 75,8 %  | 53,2 %  | weiß bezeichnet                                                                  |
| Schwarze    | 7,0 %   | 10,2 %  | 4,1 %   | schwarz bezeichnet                                                               |
| Gelbe       | 0,0 %   | 1,2 %   | 0,1 %   | von fernöstlicher Herkunft wie japanisch, chinesisch, koreanisch etc. bezeichnet |
| Braune      | 40,7 %  | 11,5 %  | 42,5 %  | braun oder als Mischung aus mehreren Gruppen bezeichnet                          |
| Indigene    | 0,4 %   | 0,0 %   | 0,0 %   | Ureinwohner oder Indio bezeichnet                                                |
| ohne Angabe | 0,0 %   | 1,3 %   | 0,0 %   |                                                                                  |
| Gesamt      | 100,0 % | 100,0 % | 100,0 % |                                                                                  |

* Anmerkung: Das IBGE verwendet für Volkszählungen ausschließlich diese fünf Gruppen. Es verzichtet bewusst auf Erläuterungen. Die Zugehörigkeit wird vom Einwohner selbst festgelegt.
Quelle: IBGE (Stand: 1991, 2000 und 2010)